# 三台山德昂族乡
三台山德昂族乡常简称为三台山乡，是云南省德宏傣族景颇族自治州芒市下辖的一个民族乡，位于芒市中部。三台山乡是中国德昂族人口最集中的乡镇，中国21%的德昂族生活于此，乡内建有中国德昂族博物馆。

## 历史
1956年，裁减遮放区区域，设置三台山生产文化站。1958年实行人民公社化运动，改置三台山公社，1959年取消公社，恢复三台山生产文化站。1969年再次实行人民公社化运动，三台山生产文化站改称朝阳公社，1971年恢复原名。1984年，恢复区乡建制，生产文化站统一称区，改称三台山区；1987年12月，三台山区成立民族乡，更名三台山德昂族乡:25-31。

## 地理
三台山德昂族乡总面积158平方千米，距离芒市22千米；2020年有人口6,409人，德昂族占60.73%（2019年），汉族占22.65%（2019年），景颇族占16.62%（2019年）:127。三台山德昂族乡位于芒市坝与遮放坝之间的山丘台地，地势中部高、东西低，森林覆盖率61.5%。境内最高峰勐丹村的傈僳坡，海拔1,573米；最低点允欠村，海拔860米。境内河流属瑞丽江流域，芒市河干流流经三台山。:2571。

## 行政区划
三台山德昂族乡下辖以下地区：
帮外村、勐丹村、出冬瓜村和允欠村。

## 经济
2016年，三台山德昂族乡有耕地面积38,648亩，农业总产值9,303万元，主要作物有水稻、玉米、豆类、薯类、油料作物、甘蔗、澳洲坚果、咖啡、竹子、核桃等。2011年有规模以上工业企业4家，全年社会商品销售额328万元，财政收入205.07万元。:2571

## 基础设施
三台山德昂族乡有1所小学和1所初中，乡内建有文化站1个、博物馆1个、卫生院1所。乡内有县乡级公路9条，总长47.64千米，乡村公路通达率100%。320国道、杭瑞高速（乡内无出入口）过境:2571。

## 著名人物
- 李腊翁、李腊拽——《达古达楞格莱标》国家级非物质文化遗产代表性传承人。
- 王腊生——德昂族浇花节国家级非物质文化遗产代表性传承人。